# Normanella semitica
Normanella semitica är en kräftdjursart som beskrevs av Albert Monard 1935. Normanella semitica ingår i släktet Normanella och familjen Normanellidae. Inga underarter finns listade i Catalogue of Life.